# Liptougou
Liptougou è un dipartimento del Burkina Faso classificato come comune, situato nella provincia di Gnagna, facente parte della Regione dell'Est.
Il dipartimento si compone del capoluogo e di altri 23 villaggi: Bambilaré, Bantienima, Bonsiega, Dadounga, Dinalaye, Djibali, Djoari, Fouga, Gabondi, Kodjéna, Kokou, Lontakoani, Nadouonou, Nagnoagou, Nalenga, Nassourgou. Ouaboidi, Pintiagou, Souloungou, Tambiga, Tantiaka, Tolepsi e Touolongou.